# 永田良輔
永田 良輔（ながた りょうすけ、1977年2月22日 - ）は、日本の俳優。
奈良県奈良市出身。吉本興業所属。吉本新喜劇座員。

## 略歴・人物
大阪芸術大学芸術学部舞台芸術学科卒業。
2017年、「吉本新喜劇 金の卵9個目オーディション」に合格し、吉本新喜劇に入団した。
趣味は連続ドラマ観賞、少女歌劇観賞で、特技はダンス、歌、女装。
大型自動二輪免許を所持している。
バイセクシャルである。辻本茂雄座長公演ではキャンディーというニューハーフを演じることがある。
また舞台で男性座員とキスすることがある。

## 出演

### テレビドラマ
- はぐれ刑事純情派ファイナル 第4話（2005年5月11日、テレビ朝日） - ヒロシ 役
- 月曜ミステリー劇場 モノクロームの反転（2005年6月13日、TBS） - 是永貴志 役
- 金曜エンタテイメント 大空港警察副所長（2005年7月22日、フジテレビ） - 野々村大介 役
- 時効警察（2006年1月 - 3月、テレビ朝日） - 神泉 役
- 帰ってきた時効警察（2007年4月 - 6月、テレビ朝日） - 神泉 役
- てやんでいBaby 最終話（2008年4月4日、WOWOW）
- 月曜ゴールデン（TBS）
  - 「駅弁刑事・神保徳之助2」（2008年5月5日）
  - 「占い師みすず 事件は運命の彼方に3」（2008年6月23日）
- Lドラ（テレビ東京）
  - 「cafe吉祥寺で」（2008年12月） - 伊達伸二郎 役
  - 「ママはニューハーフ」（2009年4月6日 - 6月26日） - 翼 役
- チーム・バチスタ第2弾 ナイチンゲールの沈黙（2009年10月9日、関西テレビ） - 医師 役
- おひとりさま（2009年10月16日 - 12月18日、TBS） - 警備員 役
- 相棒 season8 第15話（2010年2月10日、テレビ朝日） - 中里裕介 役
- 警視庁継続捜査班 第2話（2010年7月29日、テレビ朝日） - 綾辺瞬 役

### バラエティ
- 登龍門ニューカマーズ・KYニュース（2008年3月3日、フジテレビ）
- クイズ!ヘキサゴンII（2009年8月26日、フジテレビ）
- よしもと新喜劇（毎日放送）
- バツウケテイナー（2019年7月9日・16日、サンテレビ）
- ミント!（2019年7月26日、毎日放送）

### 映画
- エクステ（2007年） - 桜井雄太 役
- スキヤキ・ウエスタン ジャンゴ（2007年）
- 僕の彼女はサイボーグ（2008年）
- たみおのしあわせ（2008年）
- 愛のむきだし（2009年）
- すべては海になる（2010年）

### 舞台
- 映像都市（2001年10月、スペース107）
- 劇団コラソン旗揚げ公演（2007年8月13日、新宿FACE）

### CM
- アンセイ
- ニベア花王